# Sportclub Cambuur 2015-2016
Questa voce raccoglie le informazioni riguardanti il Sportclub Cambuur nelle competizioni ufficiali della stagione 2015-2016.

## Stagione
Nella stagione 2015-2016 il Cambuur ha disputato l'Eredivisie, massima serie del campionato olandese di calcio, terminando la stagione al diciottesimo ed ultimo posto con 18 punti conquistati in 34 giornate, frutto di 3 vittorie, 9 pareggi e 22 sconfitte, venendo retrocesso in Eerste Divisie. Nella KNVB beker il Cambuur è sceso in campo dal secondo turno, venendo subito eliminato dal PSV.

## Rosa
| N. |                        | Ruolo | Calciatore               |
| -- | ---------------------- | ----- | ------------------------ |
| 2  | Paesi Bassi (bandiera) | D     | Kai Heerings             |
| 3  | Paesi Bassi (bandiera) | D     | Etiënne Reijnen          |
| 3  | Paesi Bassi (bandiera) | D     | Wessel Dammers           |
| 4  | Lituania (bandiera)    | D     | Vytautas Andriuškevičius |
| 5  | Paesi Bassi (bandiera) | D     | Marlon Pereira           |
| 6  | Paesi Bassi (bandiera) | C     | Erik Bakker              |
| 7  | Paesi Bassi (bandiera) | A     | Furdjel Narsingh         |
| 8  | Paesi Bassi (bandiera) | C     | Sjoerd Overgoor (cap.)   |
| 9  | Paesi Bassi (bandiera) | A     | Martijn Barto            |
| 10 | Irlanda (bandiera)     | C     | Jack Byrne               |
| 11 | Rep. Ceca (bandiera)   | A     | Dominik Mašek            |
| 12 | Paesi Bassi (bandiera) | A     | Xander Houtkoop          |
| 14 | Paesi Bassi (bandiera) | A     | Mikhail Rosheuvel        |
| 15 | Paesi Bassi (bandiera) | A     | Jergé Hoefdraad          |
| 16 | Paesi Bassi (bandiera) | D     | Djavan Anderson          |
| 17 | Paesi Bassi (bandiera) | C     | Rai Vloet                |
| 18 | Nigeria (bandiera)     | A     | Bartholomew Ogbeche      |
| 18 | Paesi Bassi (bandiera) | A     | Kevin van Veen           |

| N. |                        | Ruolo | Calciatore           |
| -- | ---------------------- | ----- | -------------------- |
| 19 | Svezia (bandiera)      | A     | Valmir Berisha       |
| 20 | Paesi Bassi (bandiera) | C     | Sander van de Streek |
| 21 | Paesi Bassi (bandiera) | D     | Martijn van der Laan |
| 22 | Paesi Bassi (bandiera) | P     | Leonard Nienhuis     |
| 23 | Belgio (bandiera)      | D     | Marvin Peersman      |
| 24 | Polonia (bandiera)     | C     | Sebastian Steblecki  |
| 24 | Polonia (bandiera)     | C     | Tom Hiariej          |
| 25 | Paesi Bassi (bandiera) | C     | Berend Schootstra    |
| 26 | Paesi Bassi (bandiera) | P     | Harm Zeinstra        |
| 28 | Paesi Bassi (bandiera) | P     | André Krul           |
| 29 | Curaçao (bandiera)     | D     | Darryl Lachmann      |
| 30 | Paesi Bassi (bandiera) | D     | Calvin Mac-Intosch   |
| 33 | Paesi Bassi (bandiera) | D     | Delvechio Blackson   |
| 35 | Paesi Bassi (bandiera) | C     | Jamiro Monteiro      |
| 39 | Paesi Bassi (bandiera) | C     | Noureddine Boutzamar |
| 41 | Paesi Bassi (bandiera) | D     | Omar el Baad         |
| 42 | Paesi Bassi (bandiera) | A     | Rowdy van der Putten |
| 45 | Paesi Bassi (bandiera) | D     | Ron Janzen           |

## Statistiche

### Statistiche di squadra
| Competizione | Punti | In casa | In casa | In casa | In casa | In casa | In casa | In trasferta | In trasferta | In trasferta | In trasferta | In trasferta | In trasferta | Totale | Totale | Totale | Totale | Totale | Totale | DR  |
| Competizione | Punti | G       | V       | N       | P       | Gf      | Gs      | G            | V            | N            | P            | Gf           | Gs           | G      | V      | N      | P      | Gf     | Gs     | DR  |
| ------------ | ----- | ------- | ------- | ------- | ------- | ------- | ------- | ------------ | ------------ | ------------ | ------------ | ------------ | ------------ | ------ | ------ | ------ | ------ | ------ | ------ | --- |
| Eredivisie   | 18    | 17      | 2       | 5       | 10      | 12      | 32      | 17           | 1            | 4            | 12           | 21           | 47           | 34     | 3      | 9      | 22     | 33     | 79     | -46 |
| KNVB beker   | -     | -       | -       | -       | -       | -       | -       | 1            | 0            | 0            | 1            | 2            | 3            | 1      | 0      | 0      | 1      | 2      | 3      | -1  |
| Totale       | -     | 17      | 2       | 5       | 10      | 12      | 32      | 18           | 1            | 4            | 13           | 23           | 50           | 35     | 3      | 9      | 23     | 35     | 82     | -47 |